# Halderberge

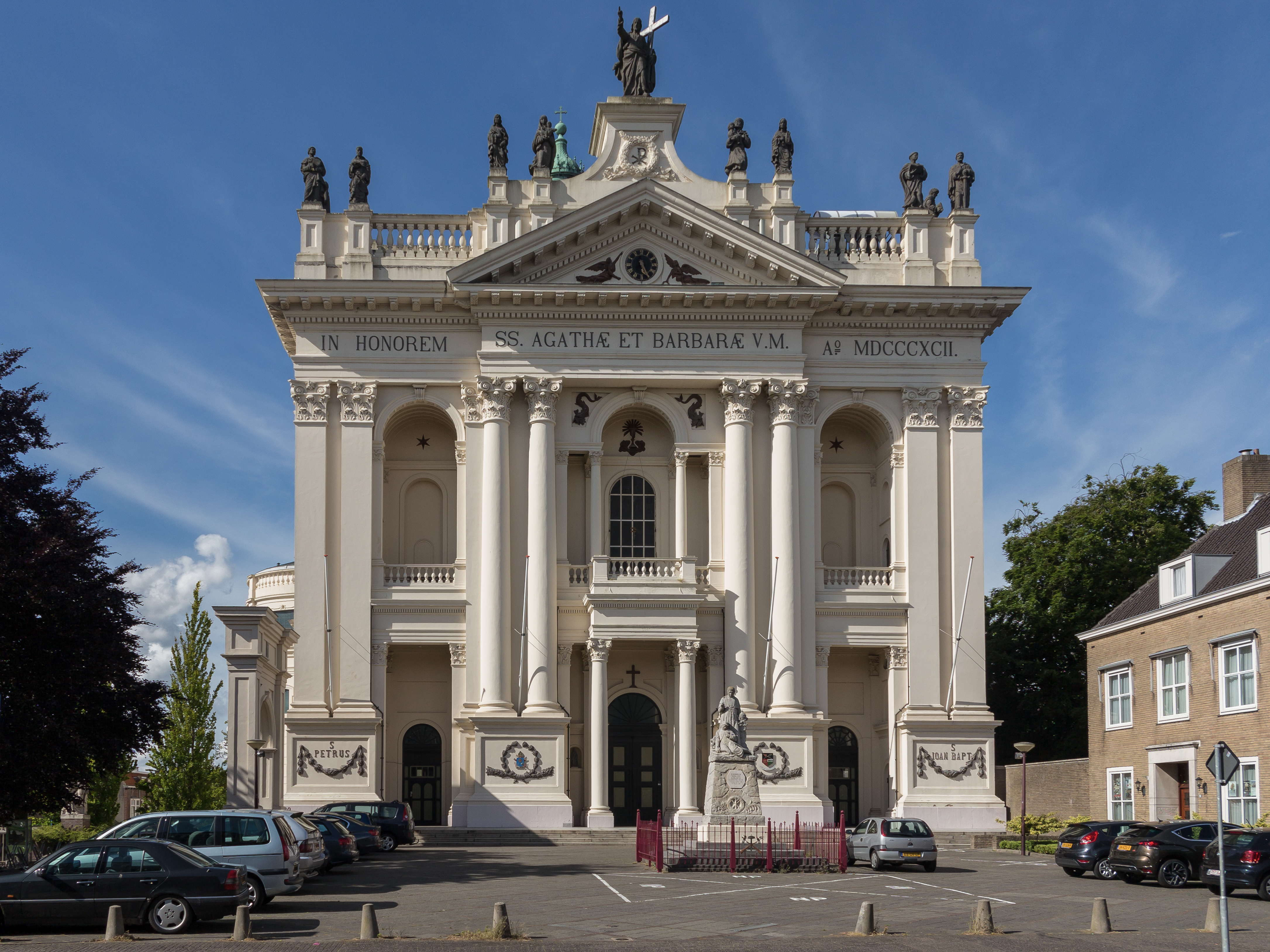
Basilikan i Oidenbosch.

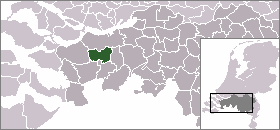
Lägeskarta

Halderberge är en kommun i provinsen Noord-Brabant i Nederländerna. Kommunens totala area är 75,24 km² (där 0,60 km² är vatten) och invånarantalet är på 29 326 invånare (1 februari 2012).